# Rocky (Oklahoma)
Pour les articles homonymes, voir Rocky.
Rocky est une ville du comté de Washita, dans l'État d'Oklahoma, aux États-Unis,. En 2020, elle compte une population de 128 habitants.

## Démographie
Lors du recensement de 2020, la ville comptait une population de 128 habitants.